# ایوان تریوینو
ایوان تریوینو (انگلیسی: Yvonne Trevino؛ زادهٔ ۱۸ ژانویهٔ ۱۹۶۷) بوکسور و کیک‌بوکسینگ‌کار سابق اهل ایالات متحده آمریکا است. اویکی از بوکسورهای معروف دهه ۱۹۹۰ در آمریکا است.